# Ecko Unlimited
Yakira, L.L.C., nombre comercial Ecko Unlimited (estilizado como Eckō Unltd.), es una compañía de ropa urbana estadounidense, fundada por Marc Ecko en 1993. La compañía fabrica ropa y accesorios en marcas como la línea Ecko Unltd para hombres y la línea Ecko Red para niñas y mujeres. cuenta con una sede en South River, Nueva Jersey. Los productos de la compañía han sido populares desde finales de la década de 1990; eran originalmente asociadas con el hip-hop y la cultura de el patinaje, y se trasladó a la cultura urbana en la década del 2000. es más a menudo asociada con el hip hop. El estilo se basa en el grafiti art. La marca tiene un Rinoceronte como su logo.

## Historia
Marc Ecko comenzó a vender camisas con estilo de grafiti a mediados de la década de 1980, y luego fundó su propia marca de ropa, Ecko Unlimited, en 1993, con inversiones de su hermana gemela, Marci, y su amigo, Seth Gerszberg. En 2009, Ecko Unlimited tenía más de $1 mil millones en ingresos globales y fue la marca más grande en ropa de calle.
El 27 de octubre de 2009, Iconix Brand Group pagó $109 millones de dólares por una participación del 51% en Ecko Unlimited. Adquirió la propiedad completa en mayo de 2013.